# Mayobridge
Mayobridge är en ort i Storbritannien.   Den ligger i riksdelen Nordirland, i den västra delen av landet, 500 km nordväst om huvudstaden London. Mayobridge ligger 137 meter över havet och antalet invånare är 965.
Terrängen runt Mayobridge är kuperad söderut, men norrut är den platt. Runt Mayobridge är det ganska tätbefolkat, med 86 invånare per kvadratkilometer. Närmaste större samhälle är Newry, 6,9 km väster om Mayobridge. Trakten runt Mayobridge består i huvudsak av gräsmarker.